# Uuden Musiikin Kilpailu 2022
Der 11. Uuden Musiikin Kilpailu (Abk. UMK22) fand am 26. Februar 2022 im Logomo in der Stadt Turku statt und war der finnische Vorentscheid für den Eurovision Song Contest 2022 in Turin (Italien).
Am Ende gewann die Band The Rasmus mit ihrem Lied Jezebel den Wettbewerb und werden damit Finnland in Turin vertreten.

## Format

### Konzept
Am 23. Mai 2021 bestätigte die öffentlich-rechtliche Rundfunkanstalt Yleisradio (Yle) ihre Teilnahme am Eurovision Song Contest und die Fortsetzung des UMK als Vorentscheidung. Die Vorentscheidung soll 2022 wieder mit Zuschauern stattfinden.
Erneut nahmen sieben Beiträge an der Sendung teil, die nach 2019 wieder im Logomo in der Stadt Turku stattfand. Der Sieger wurde wieder zu 75 % per Televoting und zu 25 % per internationalen Juryvoting bestimmt und soll Finnland in Turin beim Eurovision Song Contest 2022 repräsentieren.

### Beitragswahl
Vom 1. bis 6. September 2021 hatten potenzielle Interpreten die Möglichkeit, einen Beitrag bei Yleisradio einzureichen. Mindestens ein Komponist oder ein Produzent musste die finnische Staatsbürgerschaft besitzen. Es konnten pro Interpret bis zu drei Beiträge eingereicht werden. Eine Jury wählte im Anschluss die besten Beiträge aus.
Insgesamt wurden 312 Beiträge eingereicht – 46 Lieder mehr als im Vorjahr. Nach dem Erfolg 2021 bewarben sich dieses Mal besonders viele etablierte Künstler, insbesondere auch einige Rockbands.

## Teilnehmer
Am 12. Januar 2022 präsentierte Yle die sieben Teilnehmer. Zuvor wurden die Teilnehmer mit Hinweisen angeteasert. Die zugehörigen Songs wurden zwischen dem 13. und 21. Januar vorgestellt.

## Finale
Das Finale fand am 26. Februar 2022 um 21:00 Uhr (UTC+2) im Logomo in Turku statt.
| Platz | Startnr. | Interpret      | Lied Musik (M) und Text (T)                                                  | Sprache  | Übersetzung (inoffiziell)       | Punkte | Punkte    | Punkte |
| Platz | Startnr. | Interpret      | Lied Musik (M) und Text (T)                                                  | Sprache  | Übersetzung (inoffiziell)       | Jury   | Zuschauer | Gesamt |
| ----- | -------- | -------------- | ---------------------------------------------------------------------------- | -------- | ------------------------------- | ------ | --------- | ------ |
| 1.    | 1        | The Rasmus     | Jezebel M/T: Lauri Ylönen, Desmond Child                                     | Englisch | Isebel                          | 68     | 242       | 310    |
| 2.    | 6        | Cyan Kicks     | Hurricane M/T: Cyan Kicks, Elize Ryd, Chris Walla, Zakk Cervini              | Englisch | Hurrikan                        | 52     | 169       | 221    |
| 3.    | 4        | BESS           | Ram pam pam M/T: BESS, Jonas Olsson, Tomi Saario                             | Finnisch | –                               | 56     | 148       | 204    |
| 4.    | 3        | Olivera        | Thank God I’m An Atheist M/T: Katriina Ullakko, Lenno Linjama, Alpo Nummelin | Englisch | Gott sei Dank bin ich Atheistin | 46     | 121       | 167    |
| 5.    | 2        | Isaac Sene     | Kuuma jäbä M/T: Isaac Sene, Yrjänä                                           | Finnisch | Heißer Typ                      | 28     | 99        | 127    |
| 6.    | 5        | Younghearted   | Sun numero M/T: Reeta Huotarinen, Joonas Keronen, Vilma Alina                | Finnisch | Deine Nummer                    | 40     | 51        | 91     |
| 7.    | 7        | Tommi Läntinen | Elämä kantaa mua M/T: Leo Hakanen, Jere Marttila, Elli Haloo                 | Finnisch | Das Leben trägt mich            | 4      | 52        | 56     |

### Detailliertes Juryvoting
| 1 | The Rasmus     | Jezebel                  | 6  | 12 | 10 | 12 | 10 | 6  | 12 | 68 |
| 2 | Isaac Sene     | Kuuma jäbä               | 2  | 6  | 2  | 6  | –  | 10 | 2  | 28 |
| 3 | Olivera        | Thank God I’m An Atheist | 12 | 4  | 6  | 10 | 6  | 4  | 4  | 46 |
| 4 | BESS           | Ram pam pam              | 10 | 2  | 12 | 8  | 12 | 2  | 10 | 56 |
| 5 | Younghearted   | Sun numero               | 8  | 8  | 4  | 4  | 2  | 8  | 6  | 40 |
| 6 | Cyan Kicks     | Hurricane                | 4  | 10 | 8  | 2  | 8  | 12 | 8  | 52 |
| 7 | Tommi Läntinen | Elämä kantaa mua         | –  | –  | –  | –  | 4  | –  | –  | 4  |
| Jury-Punktesprecher                                                                                              |                |                          |    |    |    |    |    |    |    |    |
| - – Elena Tsagrinou - – Keiino - – Bojana Stamenov - – Jendrik - – Rosa López - – Albert Černý - – Marta Cagnola |                |                          |    |    |    |    |    |    |    |    |